# 2019年中国足球协会会员协会冠军联赛
SWM斯威汽车2019年中国足球协会会员协会冠军联赛，简称2019中冠联赛，是由中国足球协会主办、各地方协会承办的第18届业余足球联赛，也是第二届中冠联赛。本届赛事参赛俱乐部为经过各省市业余联赛及地方足协推荐的优胜球队，共有84支球队报名参赛，后又有多支球队开赛前退出，最终54支球队参加大区赛。

## 全国总决赛

### 最终排名
根据淘汰赛排位赛结果和本赛季所有比赛积分，最终排名如下：
| 排名 | 队伍             | 获得资格                               |
| ---- | ---------------- | -------------------------------------- |
| 1    | 南京枫帆（冠）   | 升级至2020年中国足球乙级联赛           |
| 2    | 深圳壆岗（亚）   | 升级至2020年中国足球乙级联赛           |
| 3    | 山东望岳（季）   | 获得升级资格，但未通过职业联赛准入     |
| 4    | 西安优柯多（殿） | 升级至2020年中国足球乙级联赛           |
| 5    | 上海博击长空     | 进入升级附加赛                         |
| 6    | 湖北华创         | 进入升级附加赛                         |
| 7    | 南京巴兰塔       | 获得递补升级资格，但未通过职业联赛准入 |
| 8    | 青岛中创恒泰     | 递补升级至2020年中国足球乙级联赛       |
| 9    | 西安高新易联     |                                        |
| 10   | 菏泽曹州         |                                        |
| 11   | 丹东瀚通         |                                        |
| 12   | 湖北武体载铭     |                                        |
| 13   | 肇庆天峰东湖     |                                        |
| 14   | 甘肃麦斯力       |                                        |
| 15   | 陵水鼎力靖程     |                                        |
| 16   | 延边海兰江       |                                        |

## 乙冠附加赛
上海博击长空成功升入2020年中乙联赛，湖北华创在附加赛告负后因多支2019年中乙联赛参赛俱乐部退出，获得递补升级资格，但最终未能通过准入。
| 2019年10月27日 | 上海博击长空                 | 2–0  | 西安大兴崇德 | 嘉定体育场，嘉定 |
| 15:00 UTC+8    | - 45+1'（乌龙球） - 徐斌 83' | 報告 | 赵鑫磊 55'   |                  |

| 2019年10月27日 | 湖北华创 | 0–3 | 内蒙古草上飞                               | 塔子湖体育中心，武汉 |
| 15:00 UTC+8    |          |     | - 崔宇洋 58'（） - 力比夏特 72' - 张午 90' |                      |

| 2019年10月3日 | 西安大兴崇德     | 2–2 (2–4 總分) | 上海博击长空         | 西北大学长安校区体育场，西安 |
| 15:00 UTC+8   | - 杨久天 4', 88' |                | - 徐斌 9' - 孙越 64' |                              |

| 2019年11月3日 | 内蒙古草上飞 | 1–2 (4–2 總分) | 湖北华创                  | 包头市奥体中心体育场，包头 |
| 15:00 UTC+8   | 宋韩川 85'   |                | - 张杨 26'（） - 刘锋 48' |                            |